# عاشیق ایمران حیدری
ایمران حیدری همچنین (عمران حیدری) (زاده ۱۳۳۵ در شهرستان کلیبر) از عاشیق‌های دورهٔ معاصر، نوازندهٔ ساز قوپوز  و پژوهشگر موسیقی آذری است.

## زندگی و فعالیت
ایمران حیدری در کلیبر متولد شد. پس از اخذ دیپلم وارد انسیتو تکنولوژی تبریز شده و در رشته راه و ساختمان تحصیلات خود را ادامه داد. وی از سال ۱۳۵۰ از آموزش‌های استادانی همچون عاشیق حاجی علی عبادیان، مرحوم عاشیق عیسی، عاشیق جبرائیل، عاشیق قَشَم بهره برد. او در سال ۱۳۵۲ آموزش ساز سازی را از استاد محمود صمدزاده آموخت. در سال ۱۳۵۵ در تهران کلاس موسیقی و کارگاه سازسازی را در کانون چنگ تشکیل داد و همزمان وارد ارکستر آوازی رادیو شد که این همکاری پنج سال ادامه داشت. از سال ۱۳۵۶ کنسرت‌های عاشیق ایمران در دانشگاه‌های ایران پا می‌گیرد و او به محافل روشنفکری وابسته می‌شود.
ایمران حیدری تا کنون با همراهی حسین علیزاده، ارکستر رادیو آذری تهران به عنوان نوازنده سولو قوپوز و نیز گروه موسیقی «رستاک» همکاری داشته‌است. او کنسرت‌های متعددی در سراسر ایران و نیز در کشورهای آذربایجان، آلمان، فرانسه، ایتالیا و سوئد اجرا کرده‌است.
ایمران حیدری در حال حاضر در کرج، زندگی می‌کند و کارگاه وی در شهر قدس می‌باشد.

## سایر فعالیت‌ها
- نگارش فصل عاشیق‌ها، زبان گویای مردم کتاب موسیقی حماسی ایران.[۶]
- شرکت در جشنواره‌های موسیقی به عنوان نمایندهٔ موسیقی عاشیقی.[۷][۸][۹][۱۰]
- همکاری با گروه رستاک.[۱۱][۱۲]
- عضو هیئت مدیرهٔ خانه موسیقی ایران.[۱۳]